# فاسيل لوفسكي
ولد فاسيل إيفانوف كونتشيف في 18 يوليو عام 1837 وتوفي في 18 فبراير عام 1873، كان ثوريًا بلغاريًا وبطلًا قوميًا يُحتفى به اليوم في بلده بلغاريا. بوصفه «رسول الحرية»، خطط ليفسكي لحركة ثورية هدفها تحرير بلغاريا من الحكم العثماني. أسس ليفسكي المنظمة الثورية الداخلية، وسعى لإثارة انتفاضة شملت جميع أنحاء البلاد عبر شبكة سريّة من اللجان المناطقية.
ولد ليفسكي في بلدة تابعة لشبه البلقان تدعى كارلوفو لأسرة من الطبقة المتوسطة، أصبح ليفسكي راهبًا أرثوذكسيًا قبل هجرته للانضمام إلى الفيلق البلغاري في سيبيريا وجماعات بلغارية ثورية أخرى. بعيدًا عن بلده الأم، حاز على لقبه «ليفسكي» والذي يعني «شبيه الأسد». بعد عمله كمدرس ضمن الأراضي البلغارية، عمل على نشر أفكاره وطوّر مفهوم تنظيمه الثوري بلغاري الأصل، وهي فكرة مبتكرة حلّت محل الإستراتيجية الانفصالية الأجنبية التي نشأت سابقًا. في رومانيا، ساعد لوفينسكي في تأسيس اللجنة المركزية الثورية البلغارية، والمؤلفة من مغتربين بلغاريين. خلال جولاته في بلغاريا، أنشأ ليفسكي شبكات واسعة من اللجان المتمردة. إلأ أن السلطات العثمانية ألقت القبض عليه في إحدى النّزل قرب مدينة لوفتش وأعدمته شنقًا في صوفيا.
نظر ليفسكي إلى ما وراء حركة التحرير: إذ ارتأى جمهورية بلغارية «نقية وذات قدسية» تحترم المساواة العرقية والدينية. وُصفت مفاهيمه بكونها صراعًا من أجل حقوق الإنسان، متأثرًا بالليبرالية التقدمية للثورة الفرنسية ومجتمع الغرب الأوروبي في القرن التاسع عشر. أُحيت ذكرى ليفسكي عبر بناء الصروح له في كل من بلغاريا وصربيا، كما تحمل الهديد من الهيئات الوطنية اسمه. في عام 2007، تصدر ليفسكي استطلاعًا تلفزيونيًا في كامل البلاد بوصفه أعظم رجل بلغاري على مر الزمن.

## نظرة تاريخية
أدت المصاعب الاقتصادية التي حلت بالإمبراطورية العثمانية في القرن التاسع عشر إلى حصولها على لقب «رجل أوروبا المريض». إذ واجهت الإصلاحات التي خطط لها السلاطنة العثمانيون صعوبات لا يمكن التغلب عليها. برزت القومية البلغارية خلال منتصف القرن العشرين مع النهوض الاقتصادي السريع لكل من التجار والحرفيين البلغاريين، وتطور نظام تعليمي شعبي مموّل بغاريًا، والصراع من أجل كنيسة بلغارية مستقلة ذاتيًا والنشاط السياسي تجاه تشكيل دولة بلغارية منفصلة. وضعت كل من انتفاضتي سيبيريا الأولى والثانية أسس الحكم الذاتي لصربيا خلال أواخر العقد الثاني من القرن التاسع عشر، كما تأسست دولة اليونان المستقلة في عام 1832، في أعقاب حرب الاستقلال اليونانية. إلا أن دعم الحصول على الاستقلال عبر صراع مسلح ضد العثمانيين لم يكن شاملًا. تركزت المشاعر الثورية إلى حد كبير بين الفئات الحضرية والمتعلمة من الشعب. حظي التنظيم الثوري بدعم قليل بين صفوف الفلاحين وكذلك التجار الأغنياء وأصحاب المهن، الذين كانوا يخشون أن يعرّض الانتقام العثماني الاستقرار الاقتصادي وملكية الأراضي الريفية واسعة الانتشار للخطر.

## سيرته
ولد فاسيل ليفسكي تحت اسم فاسيل إيفانوف كونتشيف في 18 يوليو (6 يوليو بالتقويم الشرقي) من عام 1837 في بلدة كورلوفو، التابعة لمقاطعة روملي التابعة للإمبراطورية العثمانية في أوروبا. سُمّي على اسم خاله فاسيلي، والذي كان كاهنًا في الكنيسة الشرقية. قدم والدا لوفيسكي إيفان كونتشيف وجينا كونتشيفا (قبل الزواج كاراإيفانوفا) من عائلة من الحرفيين ورجال الدين، وكانوا أفردًا من الطبقة المتوسطة البلغارية حديثة التكوين. توفي إيفان كونتشيف عام 1844، وقد كان حرفيًا محليًا مكافحًا برغم شهرته. كان لليفسكي أخوان أصغر منه، خريستو وبيتر، وأختٌ كبرى تدعى يانا؛ وأخت أخرى اسمها ماريا، توفيت في طفولتها.
وصف زميله الثوري بانايوت هيتوف ليفسكي بكونه ذا طول متوسط، ومظهر نحيل رشيق، وعينين بلون أزرق رماديّ فاتح، وشعر أشقر وشارب صغير. كما ذكر امتناع ليفسكي عن الشرب والتدخين. ذكريات هيتوف حول صديقه ليفسكي مدعومة بآراء أشخاص معاصرين آخرين، الثائر والكاتب ليوبين كارافيلوف ومعلمه إيفان فيرنادجييف. الفرق الوحيد هو وصف كارافيلوف لليفسكي بأنه كان طويل القامة بدلًا من كونه متوسط الطول، بينما أوضح فيرنادزييف أن شاربه كان بنيًا فتحًا وعيناه بلون بندقي.
بدأ ليفسكي تعليمه في مدرسة ضمن كارلوفو، يتعلم مهنة الخياطة المنزلية كمتدرب عند حرفي محلي. في عام 1855، اصطحبه خاله كاهن دير هيلاندار إلى مدينة ستارا زاغورا جنوب بلغاريا ليلتحق بالمدرسة، وعمل هناك خادمًا لخاله، وبعدها انضم إلى دورة تدريبية للكهنة. في 7 ديسمبر من عام 1858، أصبح راهبًا أرثوذكسيًا في دير سوبوت تحت الاسم الديني إغناطيوس وتمت ترقيته عام 1859 ليصبح شمّاس الكنيسة، الأمر الذي استُوحي منه أحد ألقابه (الشمّاس).

### الفيلق البلغاري الأول والعمل التعليمي
متأثرًا بأفكار جورجي سافا راكوفسكي، سافر ليفسكي إلى العاصمة الصربية بلغراد في ربيع عام 1862. في بلغراد، كان راكوفسكي يحشد الفيلق البلغاري الأول، وهو كتيبة بلغارية شكلها متطوعون بلغاريون وعمال ثوريون سعوا للإطاحة بالحكم العثماني. تاركًا خدمته ككاهنٍ في الكنيسة، تجند ليفسكي كمتطوع. خلال لذلك الوقت، زاد توتر العلاقات بين بين الصّرب والعثمانيين المهيمنين عليهم. خلال معركة بلغراد حينما دخلت القوات التركية المدينة، برز ليفسكي وفيلقه عبر التصدي لهم. حُلت بقية الخلافات الأخرى في بلغراد دبلوماسيًا، وتشتت الفيلق البلغاري الأول تحت الضغط الثماني في 12 سبتمبر من عام 1862. حصل ليفسكي على لقبه «شبيه الأسد» نتيجة ما أبداه من شجاعة أثناء التدريب والقتال في ساحات المعركة. بعد تشتت الفيلق، انضم لوفيسكي إلى فيلق إليو فويفودا في كراغوييفاتس، إلا أنه عاد إلى بلغراد بعد اكتشافه فشل مخططات إليو في اجتياح بلغاريا.
في ربيع عام 1863، عاد ليفسكي إلى الأراضي البلغارية بعد مكوثه فترة قصيرة في رومانيا. أبلغ خاله عنه السلطات العثمانية بكونه ثائرًا مما أدى إلى سجنه في مدينة بلوفديف لثلاثة أشهر، إلى أن أُطلق سراحة بمساعدة الطبيب بيتروف ونائب القنصل الروسي نايدن جيروف. في عيد الفصح عام 1864، تخلى ليفسكي رسميًا عن منصبه الديني. عمل بين شهري مايو عام 1864 ومارس عام 1866 معلمًا في قرية فوينيوكوفو بالقرب من كارلوفو؛ خلال مكوثه هناك، قدم يد العون والمأوى للمضطهدين البلغاريين ونظم جماعات وطنية بين السكان. أثار نشاطه شكوك السلطات العثمانية، مما أجبره على الانتقال. منذ ربيع عام 1866 إلى ربيع عام 1867، درّس ليفسكي في كل من قريتي إينيكيوي وكونغاس الواقعتين في دبروجة الشمالية بالقرب من تولتشيا.

### كتيبة هيتوف والفيلق البلغاري الثاني
في شهر نوفمبر من عام 1866، زار ليفسكي راكوفسكي ضمن مدينة ياش الرومانية. حرضت فرقتان قادهما كل من بانايوت هيتوف وفيليب تيتيو مجتمع الشتات البلغاري في رومانيا بهدف اجتياح بلغاريا وتنظيم مقاومة ضد الحكم العثماني. على إثر توصيات راكوفسكي، عُيِّن فاسيل ليفسكي بيرقدارًا (حاملًا للعلم) ضمن كتيبة هيتوف. I في شهر أبريل من عام 1867، عبرت الفرقة نهر الدانوب في توتراكان، وانتقلت عبر منطقة لودوغوري ووصلت إلى سلسلة جبال البلقان. بعد بعض المناوشات، هربت الفرقة إلى صربيا عبر مدينة بّيروت (Pirot).
كانت الحكومة في صربيا متعاطفة مع تطلعات الثوار البلغاريين وسمحوا لهم بتشكيل الفيلق البلغاري الثاني في بلغراد، وهو تنظيم شبيه بسابقه الأول ويحمل نفس أهدافه. كان ليفسكي عضوًا بارزًا ضمن الفيلق، إلا أنه عانى في شهر أبريل من عام 1868 من حالة مرضية في معدته استدعت خضوعه للجراحة. ملازمًا فراشه، لم يستطع ليفسكي المشاركة في تدريبات الفيلق. بعد تشتت الفيلق مرة أخرى نتيجة الضغط السياسي، حاول ليفسكي إعادة توحيد رفاقه، إلى أن أُلقي القبض عليه في زاييتشار وزُج في الحبس لمدة قصيرة. غادر إلى رومانيا بعد إطلاق سراحه، حيث كان كل من حاجي ديميتار وستيفان كارادزا يحشدون فيالق الثوار. لم يشارك ليفسكي معهم لأسباب عديدة، منها مشاكل معدته والاختلافات الإستراتيجية. في شتاء عام 1868، تعرف على الشاعر والمناضل الثوري خريستو بوتيف وعاش معه في طاحونة مهجورة بالقرب من بوخارست.

## روابط خارجية
- فاسيل لوفسكي على موقع الموسوعة البريطانية (الإنجليزية)